# Cameron Evans
Cameron Evans (* 10. Januar 1984) ist ein kanadischer Radrennfahrer.
Cameron Evans gewann 2003 eine Etappe bei der Tour de Toona und wurde 2004 nationaler U23-Meister im Straßenrennen. Seit 2005 fährt er für das kanadische Continental Team Symmetrics. Bei der Straßen-Radweltmeisterschaft in Salzburg belegte er den 47. Platz im Straßenrennen der U23-Klasse. 2007 konnte er eine Etappe und das Mannschaftszeitfahren bei der Vuelta a El Salvador für sich entscheiden. 2008 gewann er eine Etappe Tour de la Guadeloupe und 2009 eine der Vuelta Mexico.

## Erfolge
2004
- Kanadischer Meister – Straßenrennen (U23)

2007
- eine Etappe Vuelta a El Salvador
- Kanadischer Meister – Straßenrennen

2008
- eine Etappe Tour de la Guadeloupe

2009
- eine Etappe Vuelta Mexico

## Teams
- 2005 Symmetrics
- 2006 Symmetrics
- 2007 Symmetrics
- 2008 Symmetrics
- 2009 OUCH-Maxxis